# Hippocampus bargibanti
Hippocampe pygmée
Espèce
Statut de conservation UICN

 DD  : Données insuffisantes
Statut CITES
Hippocampus bargibanti, communément appelé Hippocampe pygmée des gorgones, est une espèce de syngnathes de la sous-famille des hippocampes natif du centre du Bassin Indo-Pacifique.

## Description
Hippocampus bargibanti est un poisson de petite taille qui peut atteindre une longueur maximale de 2,4 cm ce qui fait de lui l'un des plus petits représentants des hippocampes. Son museau est court, ses yeux sont proéminents et son corps est garni de multiples excroissances bulbeuses. Sa queue est préhensile. Sa coloration varie selon le support sur lequel il est installé. Il existe deux types de teinte: la première avec une couleur de fond blanchâtre à grise avec de fins motifs rougeâtres et avec des excroissances bulbeuses rougeâtres ; la deuxième possède une couleur de fond blanchâtre avec de fins motifs jaunâtres et des excroissances jaunâtres.

## Distribution et habitat
Hippocampus bargibanti est présent dans les eaux tropicales du centre du Bassin Indo-Pacifique soit de l'Indonésie aux Philippines ainsi que des îles méridionales du Japon à l'Australie et à la Nouvelle-Calédonie,,.
Cet hippocampe pygmée vit exclusivement sur des gorgones Muricella plectana et Muricella paraplectana entre 16 et 40 m de profondeur,.

## Biologie
L'Hippocampe pygmée des gorgones a un régime alimentaire carnivore et se nourrit de petits crustacés, d’œufs de poissons dérivants ainsi que d'autres organismes planctoniques.
Il est ovovivipare et c'est le mâle qui couve les œufs dans sa poche incubatrice ventrale. Cette dernière comporte des villosités riches en capillaires qui entourent chaque œuf fécondé créant une sorte de placenta alimentant les embryons. Parvenus à terme, les petits seront expulsés de la poche et évolueront de manière totalement autonome.

## Découverte
Il a été découvert par le plongeur Georges Bargibant en Nouvelle-Calédonie lors d'une collecte de gorgones pour l'Aquarium de Nouméa. Le Dr René Catala fondateur de l'aquarium et qui a identifié cette nouvelle espèce d'hippocampe a proposé l'appellation bargibanti en hommage à Georges qui travaillait pour lui.[réf. nécessaire]

## Statut de conservation
Cette espèce est relativement peu répandue et peu de données relatives à la population, sa réelle répartition existent. Du fait de ce manque d'information ainsi que de la rareté de l'espèce, cette dernière est considérée comme "Data Deficient" sur la liste rouge de l'UICN. Au niveau international, elle est également inscrite à l'Appendix II de la Convention sur le commerce international des espèces de faune et de flore sauvages menacées d'extinction (CITIES) cela signifie qu'elle est sur la liste des espèces qui ne sont pas nécessairement menacées d'extinction mais dont le commerce des spécimens doit être règlementé pour éviter une exploitation incompatible avec leur survie. En Australie, cet hippocampe est également inscrit sur la liste des espèces marines du "Environment Protection and Biodiversity Conservation" (EPBC) qui énonce les normes relatives à la protection et à la commercialisation au niveau national ainsi qu'international de certaines espèces. 

## Galerie

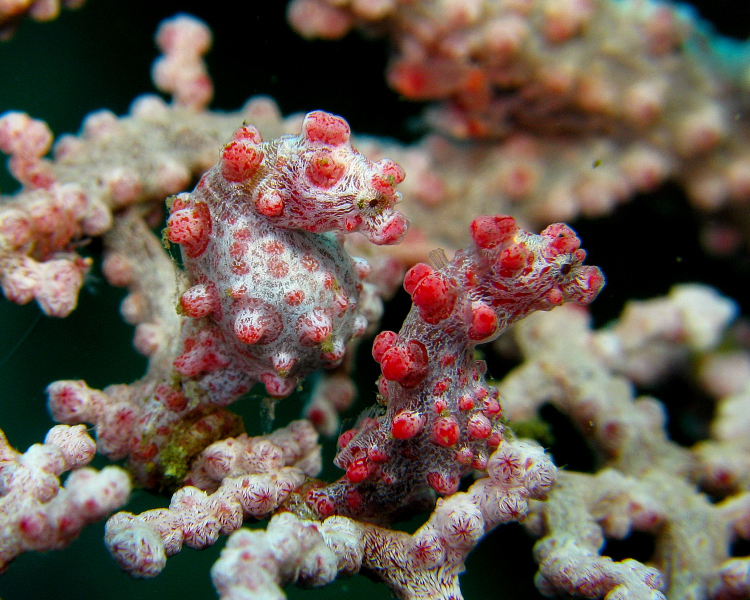
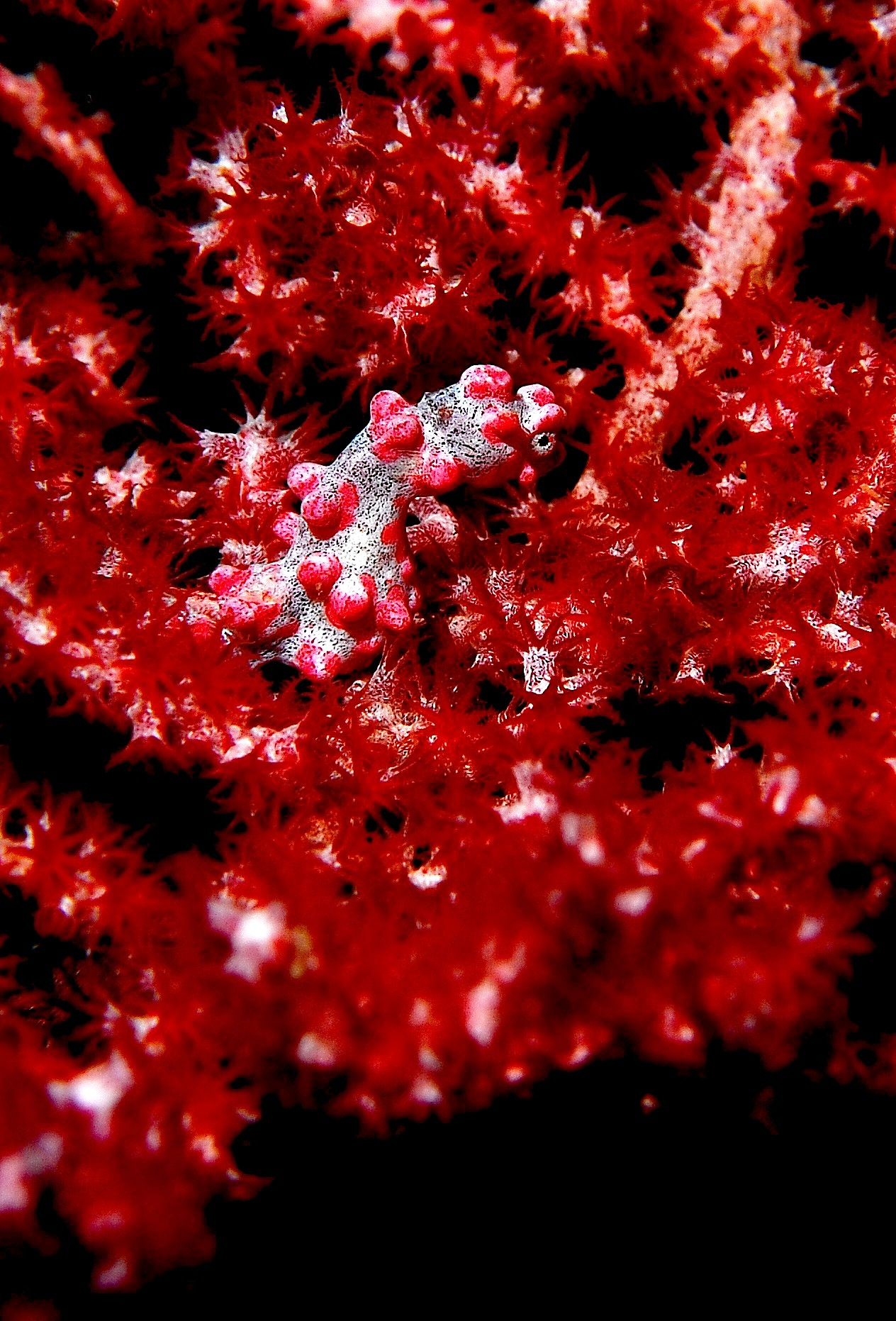
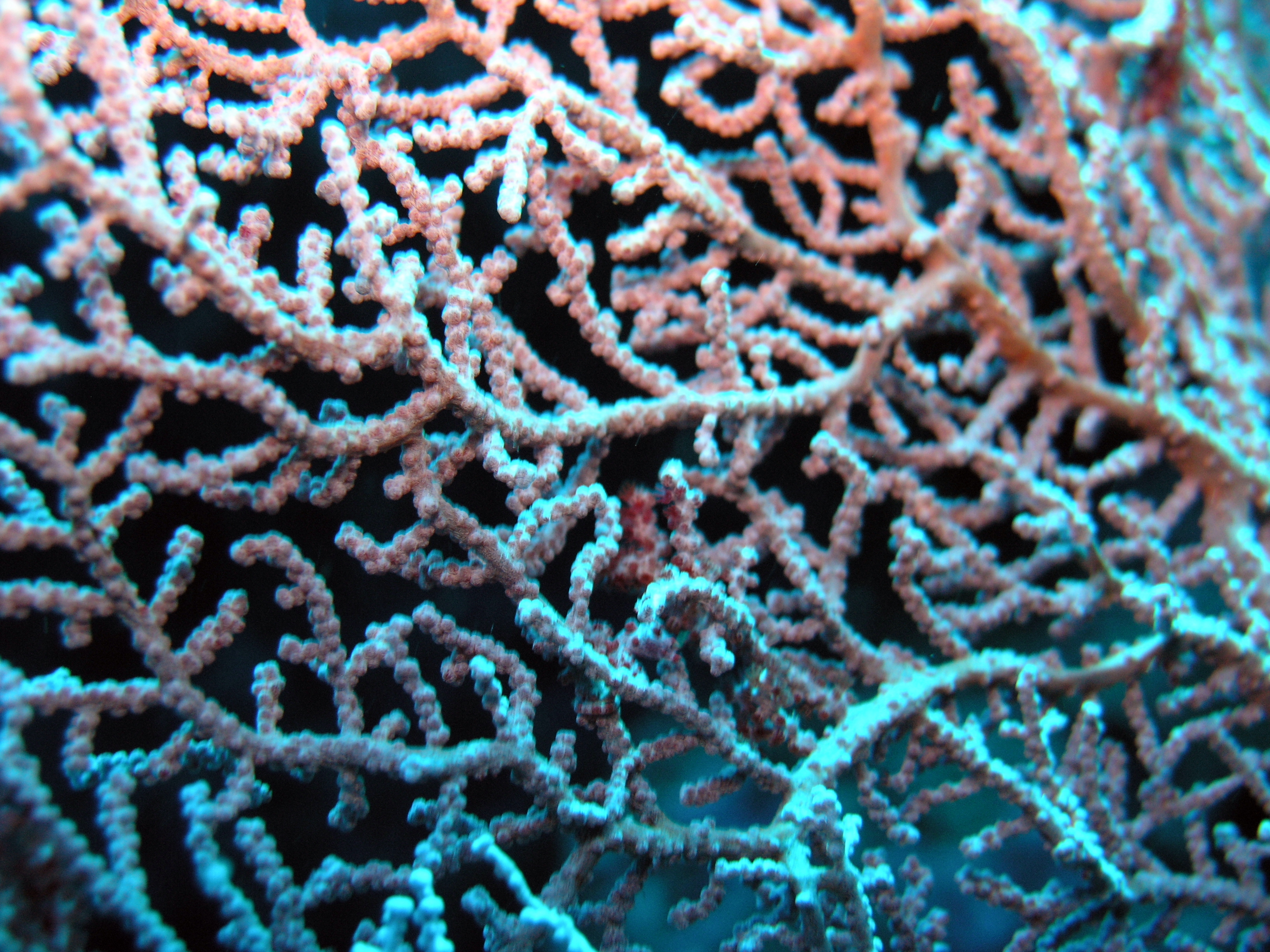
Hippocampe pygmée caché sur une gorgone Muricella plectana
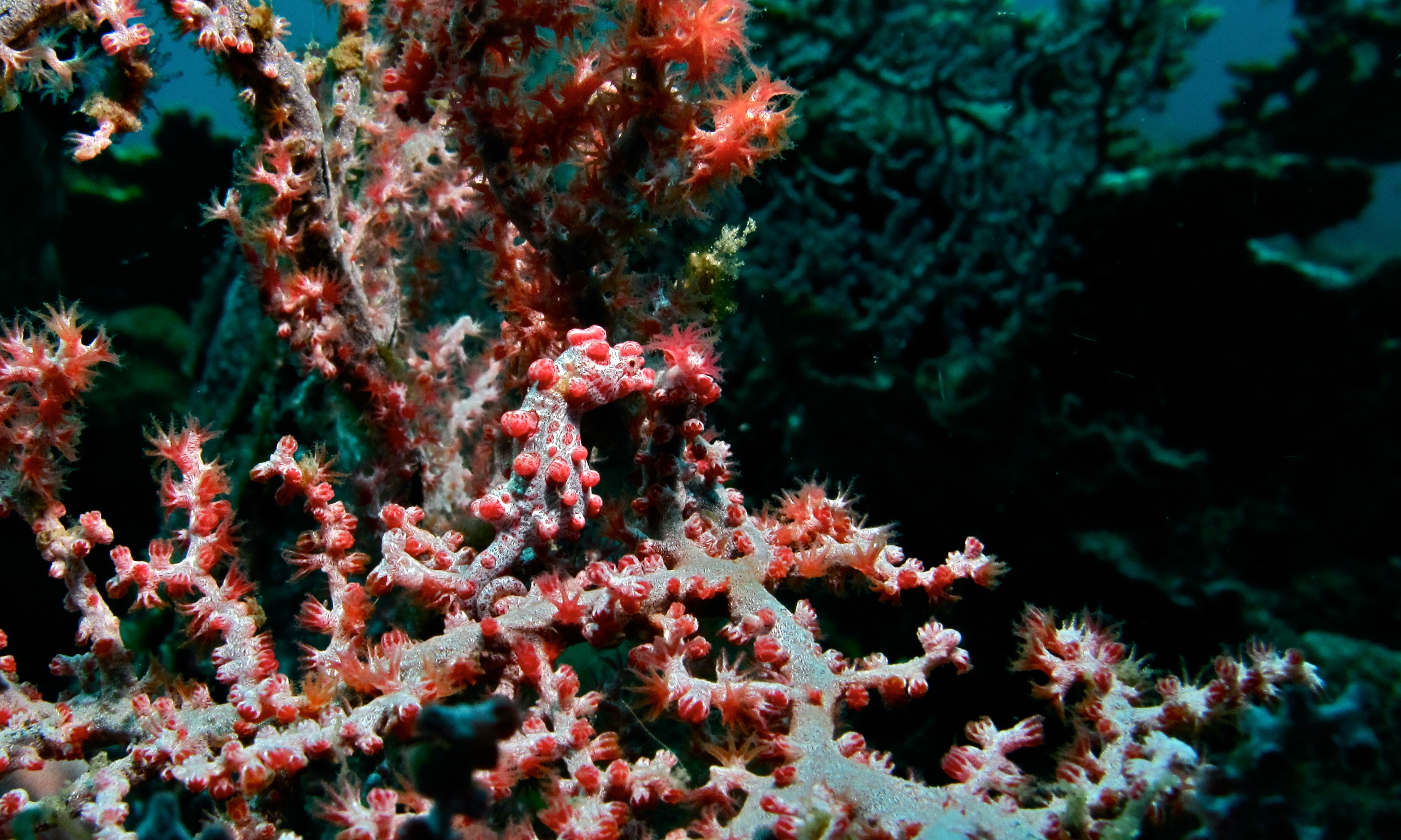
Hippocampe pygmée (Sulawesi, Indonésie)